# 余登發
余登發（1904年9月21日—1989年9月13日），日治臺灣鳳山廳橋仔頭庄（今高雄市橋頭區）人，曾任中華民國第一屆國大代表、高雄縣縣長，1979年曾遭「通匪」罪名逮捕。臺南商業專門學校本科畢業，是臺灣戒嚴時期黨外運動政治人物，因有功於台灣民主運動，被喻為台灣民主先驅、「台灣野生的政治家」、「赤腳政治家」。1989年兒媳競選縣長時，死於自宅，致死原因存有爭議。

## 早年生平
1914年（大正3年），余登發進入楠梓坑公學校（今高雄市楠梓區楠梓國民小學）就讀。1920年（大正9年），進入臺南商業專門學校本科，並從該校畢業。畢業後，最初到岡山郡役所工商課工作，後來轉到高雄州廳勸業課。
昭和十年（1935年），日本殖民當局舉行州庄選舉中，余登發當選民選高雄州楠梓庄協議會會員。余登發自言隨著日中戰爭爆發，民生物資缺乏開始配給。而當時官派的庄長齋藤卻辦理配給不公，因此引起余登發發起罷免庄長的行動，並獲得六位民選議員全部支持以及一位官選議員田中加入過半支持，因而轟動一時。使齋藤不得不改善他的行為，然而日後齋藤也對余登發挾怨報復，將其徵召為勞務工，送至高雄州桃仔園港灣建教工程做工六十天。:1

## 戰後
1945年二次大戰日本投降後，台灣被國民政府接管，余登發於1945年當選臺灣省高雄縣岡山鎮橋頭里里長，自費設置電線桿數十隻。:3由於橋頭鄉與附近十個里當時隸屬於岡山鎮，為了尋求都市化起見，余登發遂與地方人士向省政府申請另成立一鄉。:31947年6月1日，新設橋頭鄉成立，余登發獲鄉民推派出任第一任橋頭鄉鄉長。:3
於同年十二月的國民大會代表選舉中，余登發獲岡山地區人士支持當選第一屆國民大會臺灣省代表，在岡山區長黃應樞勸誘下加入中國國民黨。:4並到南京參與國民大會，在南京見到國民大會大會堂前遭抬棺材抗議選舉舞弊，以及聽聞李宗仁從安徽省主席處以卡車載鈔票到南京活動才當選副總統。使余登發對於國民黨內的分裂以及選舉違法舞弊有了第一手觀察。:5
1949年5月，余登發於橋頭鄉長屆滿前，競選高雄農田水利會，擊敗官派高雄縣長毛振環等人當選。:7在主任服務期間致力於地方水利建設並且捐獻私財建設地方。並且制止了原來的總幹事潘葛利用職權賺錢，以及招待時任省水利局長章錫授花天酒地。此舉引發潘葛不滿，遂以自己身為屏東縣民身分於今屏東縣另外設立屏東農田水利會，自己做會長。然而依照當時水利法，水利會分會必須獲得過半數會員同意始得成立，當時高雄農田水利會會員十萬人，過半數須五萬人以上同意。但潘葛利用與章錫授的關係只得到十餘名會員簽名同意就擅自申請。並得到省主席吳國楨批准，對此余登發於報紙批評吳國楨濫權，甚至在省政府內與吳國楨互相拍桌。:12
1951年4月，余登發辦理登記參選首屆高雄縣長選舉，一度遭到省府下令撤職水利會長，並送法院查辦。被余登發視為吳國楨為報拍桌之仇之舉。:13最後余氏獲判無罪，在選舉方面則並未當選。仍保留國大代表的身份。

## 高雄縣縣長任內
1954年第二屆高雄縣縣長選舉，余登發因支持白派的陳新安，最終並未參選。
1960年縣長選舉，余登發獲得陳新安支持，當選高雄縣縣長。任內開源節流，刪除國民黨高雄縣黨部之補助款以建設學校教室，在在獲得好評。
1963年，台灣省政府以「八卦寮地目變更案」、「萬金松丁壩工程案」為由將其強迫停職，並被以瀆職罪判處有期徒刑兩年，於1973年入獄。此時，余登發的國大代表身份也被政府取消。 稍後，1974年余登發獲准保外就醫。

## 涉入吳泰安案
余登發在出獄之後，與不少黨外人士有所往來；1979年1月21日，余登發與其子余瑞言因為「涉嫌參與匪諜吳泰安叛亂」罪名遭逮捕（星雲法師表示吳泰安本人為精神病患，幻想要推翻政府、革命，還寫許多聘書，造成台東海山寺修和法師、余登發冤獄）引發社會反彈，許信良、施明德、張俊宏、林義雄、黄順興、邱連輝、黃信介、陳菊、陳婉真、胡萬振、何春木、曾心儀等黨外人士，前往余登發故鄉高雄縣橋頭鄉進行示威抗議聲援余登發父子，遊行總策劃人為施明德 ，立法委員康寧祥等人也表示對余的起訴與判決不當，是為「橋頭事件」。
1979年4月，余登發因「知匪不報」與「為匪宣傳」等罪，被法院判處有期徒刑8年、褫奪公權5年。1980年，余登發仍再度獲准保外就醫。晚年余登發居住於仁武鄉八卦寮自宅。1987年，許信良返國時，余登發曾經前往台灣桃園國際機場支持。
1989年9月13日，余登發被發現死於自宅臥室血泊中，法醫楊日松和美國法醫賽瑞爾·韋契特認為是他殺，其他7位法醫認為是意外，後來用投票表決通過是意外，推翻他殺之說，但真實原因仍爭議不決，如今仍是一樁懸宕已久的命案。當時他的兒媳婦余陳月瑛正準備連任第11屆高雄縣長。
余登發開創了高雄縣的政治家族「余家班」，他與女婿黃友仁、兒媳婦余陳月瑛、長孫余政憲合計擔任過6次高雄縣縣長；余陳月瑛、余政憲及女兒黃余綉鸞、孫余政道、孫女余玲雅、孫媳鄭貴蓮合計擔任過11次立法委員；余陳月瑛、余政道、余玲雅合計擔任過8次省議員；另外余政憲更出任過內政部長。其他受過余登發栽培的地方政治人物更不在少數；余家班不但是高雄縣重要的地方派系，也是民主進步黨黨內重要的地方派系。

## 紀念
- 橋頭區余登發故居
- 高雄市仁武區登發國民小學

## 相關書籍及傳記
- 余登發，〈余登發的獄中自述——我的政治生涯〉，自印本，1979年。
- 彭瑞金，《臺灣野生的政治家余登發》，時報出版，1995年。
- 彭瑞金，《高雄余家發展史》，南投：國史館臺灣文獻館，2002年。

## 外部連結
- 赤腳的政治家余登發 （页面存档备份，存于）

| 政府职务      | 政府职务                                      | 政府职务                           |
| ------------- | --------------------------------------------- | ---------------------------------- |
| 高雄縣政府    |                                               |                                    |
| 前任： 陳皆興 | 高雄縣縣長 第四屆 1960年6月2日－1963年9月27日 | 繼任： 林石城（代理） 正任：戴良慶 |